# Европско првенство у атлетици у дворани 1984 — скок удаљ за жене
Такмичење у скоку удаљ у женској конкуренцији на 15. Европском првенству у атлетици у дворани 1984. године одржано је 3. марта  у Гетеборгу (Шведскаа).
Титулу европске првакиње освојену на Европском првенству у дворани 1983. у Бечу бранила  је Ева Муркова из Чехословачке.

## Земље учеснице
Учествовало је 5. скакачица удаљ из 5 земаља.
1. Италија (1)
2. Норвешка (1)
3. Уједињено Краљевство (1)
4. Чехословачка (1)
5. Шведска (1)

## Рекорди
| Рекорди пре почетка Европског првенства у дворани 1984.     | Рекорди пре почетка Европског првенства у дворани 1984. | Рекорди пре почетка Европског првенства у дворани 1984. | Рекорди пре почетка Европског првенства у дворани 1984. | Рекорди пре почетка Европског првенства у дворани 1984. | Рекорди пре почетка Европског првенства у дворани 1984. |
| ----------------------------------------------------------- | ------------------------------------------------------- | ------------------------------------------------------- | ------------------------------------------------------- | ------------------------------------------------------- | ------------------------------------------------------- |
| Светски рекорд                                              | Хајке Дауте                                             | Источна Немачка                                         | 6,99                                                    | Зенфтенберг, Источна Н4емачка                           | 12. јануар 1984.                                        |
| Европски рекорд у дворани                                   | Хајке Дауте                                             | Источна Немачка                                         | 6,99                                                    | Зенфтенберг, Источна Н4емачка                           | 12. јануар 1984.                                        |
| Рекорди европских првенстава у дворани                      | Карин Хенел                                             | Западна Немачка                                         | 6,70                                                    | Гренобл, Француска                                      | 21. фебруар 1981.                                       |
| Најбољи светски резултат сезоне у дворани                   | Хајке Дауте                                             | Источна Немачка                                         | 6,99                                                    | Зенфтенберг, Источна Н4емачка                           | 12. јануар 1984.                                        |
| Најбољи европски резултат сезоне у дворани                  | Хајке Дауте                                             | Источна Немачка                                         | 6,99                                                    | Зенфтенберг, Источна Н4емачка                           | 12. јануар 1984.                                        |
| Рекорди после завршеног Европског првенства у дворани 1981. |                                                         |                                                         |                                                         |                                                         |                                                         |
| Нових рекорда није било.                                    |                                                         |                                                         |                                                         |                                                         |                                                         |

## Најбољи европски резултати у 1984. години
Десет најбољих европских такмичарки у бацању кугле у дворани 1983. године пре почетка првенства 2.марта 1984), имале су следећи пласман на европској и светској ранг листи. (СРЛ) 
| 1.  | Хајке Дауте     | Источна Немачка      | 6,99 | 21.јануар СРЛ | 1. СРЛ  |
| 2.  | Анишоара Кушмир | Румунија             | 6,90 | 18 фебруар    | 2. СРЛ  |
| 3.  | Забине Пец      | Источна Немачка      | 6,82 | 21. јануар    | 3. СРЛ  |
| 4.  | Ларуиса Балута  | Совјетски Савез      | 6,70 | 17. фебруар   | 4. СРЛ  |
| 6.  | Марион Рајхелт  | Источна Немачка      | 6,66 | 1. фебруар    | 6. СРЛ  |
| 7.  | Јелена Чичерова | Совјетски Савез      | 6,65 | 15. фебруар   | 7. СРЛ  |
| 8.  | Сизан Херншо    | Уједињено Краљевство | 6,64 | 4. фебруар    | 7. СРЛ  |
| 9.  | Ева Муркова     | Чехословачка         | 6,63 | 28. јануар    | 9. СРЛ  |
| 10. | Ђина Ghioroaie  | Румунија             | 6,62 | 18. фебруар   | 10. СРЛ |

Такмичарке чија су имена подебљана учествовале су на ЕП.

## Освајачице медаља
|                                   |                          |                            |
| Сизан Херншо Уједињено Краљевство | Ева Муркова Чехословачка | Стефанија Лазарони Италија |

## Резултати

### Финале
Одржано је само финално такмичење јер је учетвовало само 5 атлетичарки.
| Пласман | Атлетичарка        | Земља                | ЛР   | ЛРС  | #1   | #2   | #3   | #4   | #5   | #6   | Резултат | Белешка |
| ------- | ------------------ | -------------------- | ---- | ---- | ---- | ---- | ---- | ---- | ---- | ---- | -------- | ------- |
|         | Сизан Херншо       | Уједињено Краљевство | 6,64 | 6,64 | x    | 6,63 | 6.70 | 6,62 | x    | 6,70 | 6,70     | НР      |
|         | Ева Муркова        | Чехословачка         | 6,77 | 6,53 | 6,47 | 6,55 | 6.46 | 6,51 | 6,4  | 6,47 | 6,55     |         |
|         | Стефанија Лазарони | 1984.Италија         |      |      | 6,24 | 6,43 | 6,48 | 6,36 | х    | 6,32 | 6,48     |         |
| 4.      | Пиа Сандберг       | Шведска              |      |      | x    | x    | 5,60 | 5,88 | 5,84 | 5,93 | 5,93     |         |
| 5.      | Сив Кристенсен     | Источна Немачка      |      |      | x    | 5,68 | 5,61 | 5,65 | x    | x    | 5,68     |         |

Подебљани лични рекорди су и национални рекорди земље коју атлетичарка представља

## Укупни биланс медаља у скоку удаљ за жене после 15. Европског првенства у дворани 1970—1984.
|     | Земља                |    |    |    |    |
| --- | -------------------- | -- | -- | -- | -- |
| 1.  | Западна Немачка      | 4  | 4  | 2  | 10 |
| 2.  | Чехословачка         | 3  | 4  | 1  | 8  |
| 3.  | Румунија             | 2  | 0  | 3  | 5  |
| 4.  | Источна Немачка      | 1  | 2  | 2  | 5  |
| 5   | Пољска               | 1  | 1  | 2  | 4  |
| 6.  | Совјетски Савез      | 1  | 1  | 1  | 3  |
| 6.  | Швајцарска           | 1  | 1  | 1  | 3  |
| 8.  | Уједињено Краљевство | 1  | 0  | 1  | 2  |
| 9.  | Бугарска             | 1  | 0  | 0  | 1  |
| 10. | Мађарска             | 0  | 2  | 0  | 2  |
| 11. | Италија              | 0  | 0  | 1  | 1  |
| 11. | Шведска              | 0  | 0  | 1  | 1  |
|     | Укупно {12}          | 15 | 15 | 15 | 45 |

| 1.  | Јармила Нигринова   | Чехословачка    | 2 | 3 | 1 | 6 |
| 2.  | Мета Антенен        | Швајцарска      | 1 | 1 | 1 | 3 |
| 3.  | Хајде Розендал      | Западна Немачка | 1 | 1 | 0 | 2 |
| 3.  | Лидија Алфејева     | Совјетски Савез | 1 | 1 | 0 | 2 |
| 3.  | Карин Хенел         | Западна Немачка | 1 | 1 | 0 | 2 |
| 3.  | Ева Муркова         | Чехословачка    | 1 | 1 | 0 | 2 |
| 7.  | Виорика Вископољану | Румунија        | 1 | 0 | 1 | 2 |
| 7.  | Сабине Евертс       | Западна Немачка | 1 | 0 | 1 | 2 |
| 9.  | Илдико Ердељи       | Мађарска        | 0 | 2 | 0 | 2 |
| 10. | Мирослава Сарна     | Пољска          | 0 | 0 | 2 | 2 |